# Fakultät für Katholische Theologie Regensburg
Die Fakultät für Katholische Theologie Regensburg ist eine von 12 Fakultäten der Universität Regensburg. Obwohl sie erst 1967 im Zusammenhang mit der Gründung der Universität ins Leben gerufen wurde, reichen ihre Wurzeln ins 18. Jahrhundert hinein. Die Fakultät versteht sich als ein Studien- und Forschungsort mit gemeinsamen Schwerpunkten sowie internationalen und interdisziplinären Forschungsinitiativen. Die Fakultät besteht aus 14 Lehrstühlen und Professuren, eingeteilt in vier theologische Fächergruppen der biblischen, historischen, systematischen und praktischen Theologie sowie Philosophie und Religionswissenschaft.

## Geschichte
Im 17. Jahrhundert wurde in Regensburg als Gegenpol zum 1505 gegründeten, protestantischen Gymnasium poeticum das Jesuitenlyzeum St. Paul gegründet. Nach der Auflösung des Jesuitenklosters wurde es 1773 zu einem bischöflichen und ab 1811 zu einem Königlich-Bayerischen Lyzeum in den Räumlichkeiten des 1803 säkularisierten Dominikanerklosters St. Blasius am Ölberg. Aufgabe dieser Regensburger Studienanstalt war die wissenschaftliche Ausbildung des Priesternachwuchses. 1923 erfolgte die Umbenennung des Lyzeum in „Philosophisch-Theologische Hochschule“. Mit dem Vollzug des „Gesetzes über die Errichtung einer vierten Landesuniversität“ vom 18. Juli 1962 wurde die Hochschule geschlossen und die Katholisch-Theologische Fakultät an der neu gegründeten Universität Regensburg gegründet, die im Sommersemester 1968 ihren vollen Lehrbetrieb aufnahm.

## Studiengänge
Die Fakultät stellt sich im Studium und Lehre fünf Qualitätsziele: Wissenschaftsorientierte und forschungseingebundene Lehre, Erweiterung des akademischen Horizonts der Studierenden, Studierbarkeit, Zukunftsfähigkeit der Studierenden sowie nationale und internationale Mobilität. Zu den Studiengängen der Fakultät zählen:
- Magister Theologiae
- Lehramtsstudiengänge
- Bachelor Katholische Religion (B.A.)
- Master Perimortale Wissenschaften (M.A.)
- Master Menschenbild und Werte in christlicher Perspektive
- Lizentiat und Promotionsstudium

## Perimortale Wissenschaften (PeWi)
Seit dem Wintersemester 2020/2021 ist an der Fakultät der Masterstudiengang „Perimortale Wissenschaften (PeWi)“ angesiedelt. An diesem Studiengang, der sich auch berufsbegleitend absolvieren lässt, sind verschiedene wissenschaftliche Fächer beteiligt, welche die Themen Sterben, Tod und Trauer aus interdisziplinären Perspektiven beleuchten. Dies ist ein deutschlandweit einzigartiges Studienangebot, das auch ein großes mediales Echo fand.

## Forschungsschwerpunkte
An der Fakultät für Katholische Theologie wird im Rahmen der einzelnen Lehrstühle, der Dissertations- und Habilitationsprojekte, der internationalen Tagungen und der Drittmittelprojekte zur gesamten Bandbreite der theologischen Themen geforscht. Die Forschung wird von den Fakultätsangehörigen, aber auch zahlreichen Gastforschern geleistet. Besondere fächerübergreifende Schwerpunkte der Fakultät liegen im Bereich „Die Bibel und ihre Rezeption in kulturellen Diskursen“ und „Theologische Anthropologie und Werteorientierung“.
In den letzten Jahren wurden an der Fakultät zahlreiche Einzelprojekte aus Drittmitteln eingeworben. Zudem sind an der Fakultät zahlreiche Fellows unter anderem der Alexander-von-Humboldt-Stiftung und eigene Stellen der DFG angesiedelt. Die Fakultät ist darüber hinaus am Graduiertenkolleg „Metropolität in der Vormoderne“ (GRK 2337) und am interdisziplinären Mittelalter-Zentrum "Forum Mittelalter" beteiligt.

### Centre for Advanced Studies „Beyond Canon“
Besonders strukturbildend ist das 2018 an der Fakultät gegründete Centre for Advanced Studies „Beyond Canon“, in dessen Zentrum die DFG-Kollegforschungsgruppe „Jenseits des Kanons: Heterotopien religiöser Autorität im spätantiken Christentum“ (FOR 2770) steht. An diesem interdisziplinären Forschungsverbund sind mehr als 170 Gelehrte beteiligt; gemeinsam erforschen sie literarische, materiale und rituelle Traditionen, die zwischen dem 4. und 7. Jahrhundert jenseits des biblischen Kanons entstanden sind und als Heterotopien, d. h. als "wirksame Orte" in der Funktion „Widerlagern“, im spätantiken Christentum Autorität beanspruchen.

## Lehrstühle und Professuren
Die Fakultät gliedert sich in folgende Lehrstühle und Professuren:
Biblische Theologie:
- Exegese und Hermeneutik des Alten Testaments (Christoph Dohmen)
- Exegese und Hermeneutik des Neuen Testaments (Tobias Nicklas)

Historische Theologie:
- Alte Kirchengeschichte und Patrologie (Andreas Merkt)
- Mittlere und Neue Kirchengeschichte (Klaus Unterburger)

Systematische Theologie:
- Dogmatik und Dogmengeschichte (Erwin Dirscherl)
- Fundamentaltheologie (Alfons Knoll)
- Kirchenrecht (Sabine Demel)
- Moraltheologie (Rupert M. Scheule)
- Theologische Sozialethik, Anthropologie und Werteorientierung (TAWO) (Bernhard Laux)

Praktische Theologie:
- Liturgiewissenschaft (Harald Buchinger)
- Pastoraltheologie und Homiletik (Ute Leimgruber)
- Religionspädagogik und Didaktik des Religionsunterrichts (Burkard Porzelt)

Philosophie
- Philosophische Grundfragen der Theologie (Manfred Negele, Lehrstuhlvertretung)

Religionswissenschaft
- Transregionale Religionsgeschichte (N. N.)

Darüber hinaus veranstaltet die Fakultät seit 2012 gemeinsam mit der Joseph Ratzinger Papst Benedikt XVI.-Stiftung die jährliche „Papst Benedikt XVI Joseph Ratzinger – Gastprofessur“. Die bisherigen Inhaber dieser Professur waren Hans Joas, François Boespflug, Günter Stemberger, Angelika Neuwirth, Jean-Luc Marion, Christoph Theobald und Rudolf Englert.

## Berühmte Fakultätsangehörige
- Joseph Ratzinger / Benedikt XVI. (1927–2022), Professor für Dogmatik (1969–1977), Honorarprofessor
- Johann Auer (1910–1989), Professor für Dogmatik und Dogmengeschichte
- Wolfgang Beinert (* 1933), Professor für Dogmatik und Dogmengeschichte
- Norbert Brox (1935–2006), Professor für Kirchengeschichte
- Kurt Krenn (1936–2014), Professor für Systematische Theologie
- Christian Schütz (* 1938), Honorarprofessor
- Eberhard Schockenhoff (1953–2020), Professor für Moraltheologie[16]